# Mihai Frunză
Mihai Frunză (...) è un ex schermidore rumeno, specialista della sciabola, vincitore di una medaglia di bronzo ai Campionati mondiali di scherma.